# Ozyptila simplex
Espèce
Ozyptila simplex est une espèce d'araignées aranéomorphes de la famille des Thomisidae.

## Répartition
Cette espèce se rencontre partout en Europe (à l'exception de la Scandinavie, de l'Irlande et du nord de la Russie), mais également en Turquie et en Iran.

## Habitat
En Grande-Bretagne elle semble préférer les prairies littorales ou au moins humides. Pickard-Cambridge la trouve au pied des arbres, au milieu des écorces et des feuilles mortes.

## Description
Le mâle mesure entre 2 et 3 mm et la femelle entre 4 et 5 mm. L'espèce est d'une couleur globale brune jaunâtre avec les fémurs antérieurs légèrement plus foncés.

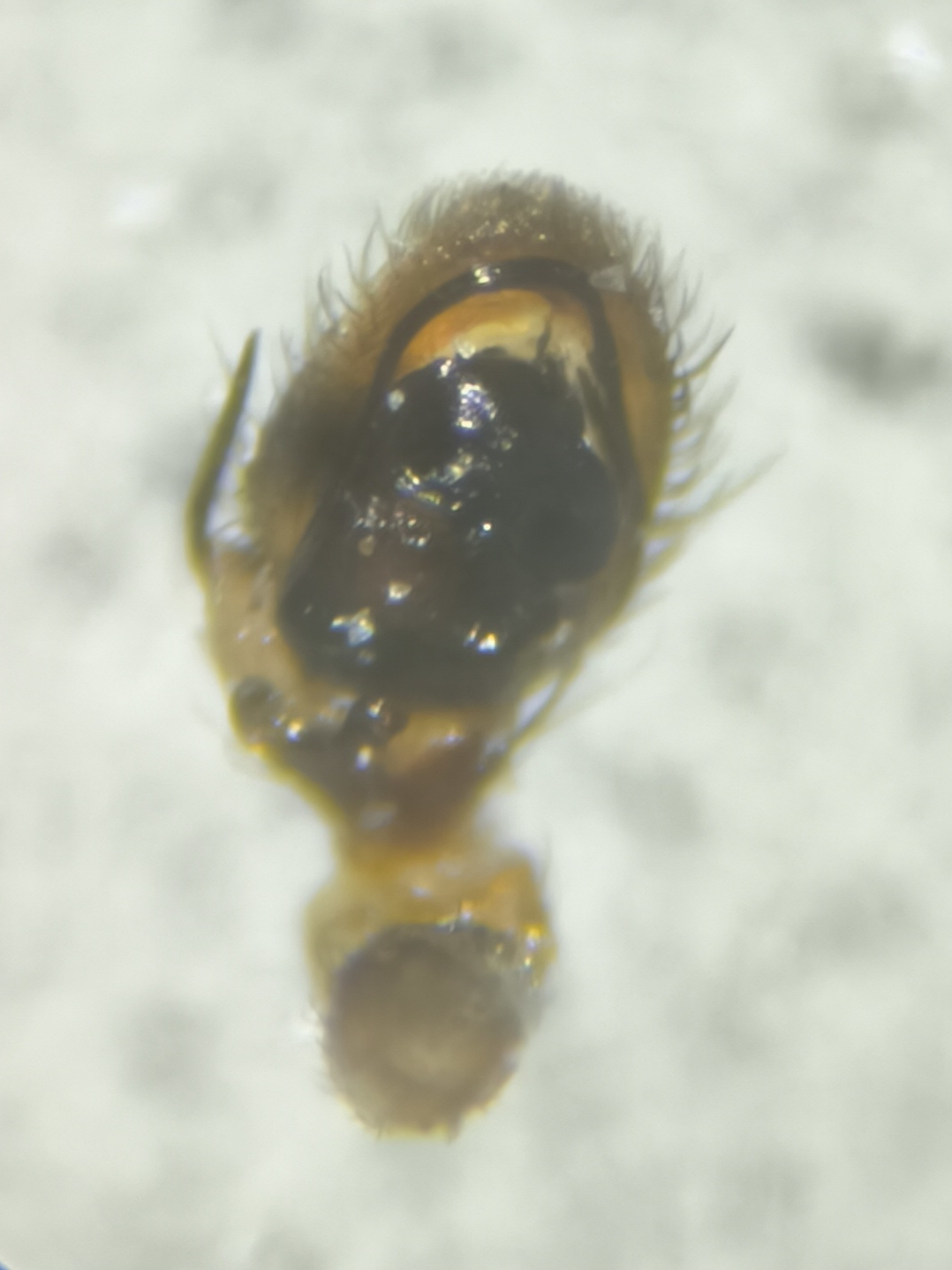
Pédipalpe mâle

## Systématique
L'espèce a été décrite en 1862 par Octavius Pickard-Cambridge sous le protonyme de Thomisus simplex. Elle a été déplacée dans le genre Ozyptila en 1875 par Eugène Simon.

## Publication originale
- (en) Octavius Pickard-Cambridge, « Description of ten new species of British spiders », Zoologist, vol. 20,‎ 1862, p. 7951-7953